# Generația Alfa
Generația Alfa (adesea prescurtată Gen Alfa) este cohorta demografică care urmează Generației Z și precede Generația Beta. Deși cercetătorii și presa populară identifică în general începutul anilor 2012 ca fiind anii de naștere de început și mijlocul anilor 2020 ca fiind anii de naștere de sfârșit, aceste intervale nu sunt definite cu precizie și pot varia în funcție de sursă. Denumită după alfa, prima literă din alfabetul grec, Generația Alfa este prima care s-a născut în întregime în secolul XXI și în mileniul al treilea. Majoritatea membrilor generației Alfa sunt Millennialilor.
Generația Alfa s-a născut într-o perioadă de scădere a ratelor de fertilitate în cea mai mare parte a lumii⁠(d) și a resimțit efectele pandemiei COVID-19 de mici copii. Pentru cei care au acces, divertismentul copiilor a fost dominat din ce în ce mai mult de tehnologia electronică, rețelele sociale și serviciile de streaming⁠(d), interesul pentru televiziunea tradițională scăzând în același timp. Schimbările în utilizarea tehnologiei în sălile de clasă și în alte aspecte ale vieții au avut un efect semnificativ asupra modului în care această generație a experimentat învățarea timpurie în comparație cu generațiile anterioare. Studiile au sugerat că problemele de sănătate legate de timpul petrecut în fața ecranului⁠(d), alergiile și obezitatea au devenit din ce în ce mai răspândite la sfârșitul anilor 2010.

## Terminologie
Conform fondatorului Mark McCrindle, căruia în general i se atribuie acest termen, denumirea Generation Alpha provine dintr-un sondaj realizat în 2008 de agenția de consultanță australiană McCrindle Research. Într-un interviu din 2015, McCrindle descrie modul în care echipa sa a ajuns la această denumire:
Când mă documentam pentru cartea mea The ABC of XYZ: Understanding the Global Generations (publicată în 2009), a devenit evident că o nouă generație era pe cale să înceapă și că nu exista niciun nume pentru ea. Așa că am realizat un sondaj (până la urmă suntem cercetători) pentru a afla cum cred oamenii că ar trebui să se numească generația de după Z și, deși au apărut multe nume, iar Generația A a fost cea mai menționată, Generația Alfa a primit și ea câteva mențiuni, așa că am ales acest nume pentru titlul capitolului Dincolo de Z: Faceți cunoștință cu Generația Alfa. Pur și simplu a avut sens, deoarece este în conformitate cu nomenclatura științifică de utilizare a alfabetului grec în locul celui latin și nu a avut sens să mă întorc la A, la urma urmei, ei sunt prima generație născută în întregime în secolul XXI și, prin urmare, ei sunt începutul a ceva nou, nu o întoarcere la vechi.
McCrindle Research s-a inspirat și din denumirea uraganelor, în special din sezonul uraganelor din Atlantic din 2005⁠(d), în care numele care începeau cu literele alfabetului latin au fost epuizate, iar ultimele șase furtuni au fost denumite cu literele grecești de la alfa la zeta.
În 2020 și 2021, unii au anticipat că impactul global al pandemiei de COVID-19 va deveni evenimentul definitoriu al acestei generații, sugerând denumirea de Generația C sau „Coroniali” pentru cei născuți sau crescuți în timpul pandemiei. Având în vedere rolul tot mai important al inteligenței artificiale, s-a propus, de asemenea, ca această generație să fie denumită „Generația AI”.
Psihologul Jean Twenge numește această cohortă „polari”, având în vedere polarizarea politică crescândă din Statele Unite în anii 2010 și 2020, precum și topirea calotelor polare, un semn al schimbărilor climatice (antropice).

## Definiții de date și intervale de vârstă
Nu există încă un consens cu privire la anii de naștere ai generației Alfa. McCrindle, care a inventat termenul, folosește 2010–2024 și alte surse au urmat exemplul, uneori cu variații minore, precum 2010–2025 sau 2011–2025. Alții au folosit intervale mai scurte, cum ar fi 2011–2021 sau 2013–2021.
Alte surse, deși nu au specificat un interval pentru Generația Alfa, au specificat pentru Generația Z anii de sfârșit 2010, 2012,   sau 2013, ceea ce implică un an de început mai târziu decât 2010 pentru Generația Alfa.

## Demografie

Harta mondială a ratelor totale de fertilitate pe țară sau teritoriu

În 2015, pe glob se nășteau aproximativ două milioane și jumătate de oameni în fiecare săptămână; se preconizează că Generația Alfa va ajunge la aproape două miliarde până în 2025. Pentru comparație, Organizația Națiunilor Unite a estimat că populația umană va fi de aproximativ 7,8 miliarde în 2020, față de 2,5 miliarde în 1950. Începând cu 2020, aproximativ trei sferturi din populație vor locui în Africa și Asia, de unde provine cea mai mare parte a creșterii populației umane, deoarece națiunile din Europa și America tind să aibă prea puțini copii pentru a se înlocui.

Piramida populației lumii în 2022

În 2018, numărul persoanelor cu vârste de peste 65 de ani (705 milioane) le-a depășit pentru prima dată pe cele cu vârste cuprinse între zero și patru ani (680 milioane). Dacă tendințele actuale se mențin, raportul dintre aceste două grupe de vârstă va depăși două până în 2050.
Rata natalității a scăzut în întreaga lume ca urmare a creșterii nivelului de trai, a accesului sporit la contraceptive și a creșterii oportunităților educaționale și economice. De fapt, aproximativ jumătate dintre țări aveau o fertilitate sub nivelul de înlocuire la mijlocul anilor 2010. Rata medie globală de reproducere în 1950 a fost de 4,7, dar a scăzut la 2,4 în 2017. Cu toate acestea, această medie maschează variațiile enorme dintre țări. Niger are cea mai ridicată rată a fertilității din lume, de 7,1, în timp ce Coreea de Sud are una dintre cele mai scăzute, cu 0,78 (2022). În general, țările mai dezvoltate, inclusiv mare parte din Europa, Statele Unite ale Americii, Coreea de Sud și Australia, tind să aibă rate de reproducere mai scăzute, oamenii având statistic mai puțini copii și la vârste mai înaintate.